# Majiashanosaurus
Majiashanosaurus is een geslacht van uitgestorven pachypleurosauriërs of wellicht een basaal lid van de Eosauropterygia bekend uit het Vroeg-Trias (Olenekien) van de provincie Anhui, Oost-China. Het bevat als enige soort Majiashanosaurus discocoracoidis.

## Ontdekking
Majiashanosaurus is alleen bekend van het holotype AGM-AGB5954, een bijna compleet en gearticuleerd postcraniaal skelet dat, afgezien van de schedel, enkele halswervels en een klein deel van de staart mist. Dit skelet is ventraal zichtbaar, dat wil zeggen van onderaf, en bewaart de laatste drie halswervels samen met negentien ruggen-, drie sacrale- en meer dan achttien staartwervels, evenals schouder- en bekkengordels, het merendeel van de voor- en achterpoten, en ribben. AGM-AGB5954 werd verzameld in Majiashan, Chaohu van de provincie Anhui, van de bovenste afzetting van de Nanlinghu-formatie, daterend uit het Laat-Olenekien van het late Vroeg-Trias, ongeveer 248 miljoen jaar geleden. De ichthyopterygiër Chaohusaurus samen met Majiashanosaurus in dezelfde vindplaats  aangetroffen.

## Etymologie
Majiashanosaurus werd voor het eerst beschreven en benoemd in 2014 door Da-Yong Jiang, Ryosuke Motani, Andrea Tintori, Olivier Rieppel, Guan-Bao Chen, Jian-Dong Huang, Rong Zhang, Zuo-Yu Sun en Cheng Ji en de typesoort is Majiashanosaurus discocoracoidis . De geslachtsnaam is afgeleid van Majiashan, verwijzend naar de plaats waar het holotype werd gevonden, en van het Griekse sauros, wat 'hagedis' betekent, een algemeen achtervoegsel voor geslachtsnamen van uitgestorven reptielen. De soortaanduiding is afgeleid van het Griekse δίσκος, diskos, wat betekent 'schijf' betekent, plus coracoide (van corax, wat 'raaf / kraai' betekent), in verwijzing naar zijn plaatachtige ronde coracoïde ofwel ravenbeksbeen dat een vernauwing mist - een dergelijke eigenschap is uniek onder de Eosauropterygia, maar lijkt op de toestand die wordt gezien bij de Placodontia.